# 히스파니올라솔레노돈
히스파니올라솔레노돈(Solenodon paradoxus) 또는 도미니카솔레노돈은 진무맹장목에 속하는 포유류의 일종이다. 아이티와 도미니카 공화국이 공유하고 있는 히스파니올라섬에서만 발견된다.